# Michel Breuer
Michel Breuer (født d. 25. maj 1980 i Gouda og opvokset i Haastrecht, Holland) er en hollandsk fodboldspiller. Han spiller i forsvaret som back. Hans far Martin Breuer var også en professionel fodboldspiller.
Michel Breuer spiller for SC Heerenveen, før det, spillede han for Excelsior. I hans 6 sæsoner for Excelsior spillede han mere end halvdelen af alle kampene. Det samme gjorde han for SC Heerenveen. 
Breuer er i denne sæson (2006/2007) en af de mest stabile forsvarsspillere for SC Heerenveen.

## Karriere
| Sæson     | Klub          | Liga       | Kampe | Mål |  |
| 1998-1999 | Excelsior     | Eredivisie | 2     | 0   |  |
| 1999-2000 | Excelsior     | Eredivisie | 11    | 0   |  |
| 2000-2001 | Excelsior     | Eredivisie | 9     | 0   |  |
| 2001-2002 | Excelsior     | Eredivisie | 33    | 2   |  |
| 2002-2003 | Excelsior     | Eredivisie | 22    | 0   |  |
| 2003-2004 | Excelsior     | Eredivisie | 31    | 8   |  |
| 2004-2005 | SC Heerenveen | Eredivisie | 20    | 3   |  |
| 2005-2006 | SC Heerenveen | Eredivisie | 30    | 0   |  |
| 2006-2007 | SC Heerenveen | Eredivisie | 31    | 0   |  |
| Totalt    | Totalt        |            | 189   | 13  |  |